# Darío Botero
Darío Botero Uribe (Calarcá, luglio 1938 – Bogotà, 21 giugno 2010) è stato un filosofo, scrittore e avvocato colombiano.
Professore emerito e insegnante presso l'Università Nazionale della Colombia; ha conseguito il dottorato presso l'Università Nazionale, con il titolo di maestro.
Sviluppò un progetto filosofico originale che chiamò Vitalismo Cosmico. Era vitalista e utopico. Ha lasciato un'importante eredità al pensiero colombiano e latinoamericano 

## Biografia

### Primi anni
Darío Botero è nato nella città di Calarcá, nella regione andina della Colombia, più precisamente nel dipartimento di Quindio, noto per la coltivazione e la produzione della maggior parte del caffè colombiano. Nonostante sia una persona con un pensiero non tradizionale, la sua regione di origine è prevalentemente conservatrice.
Nel 1960, all'età di 22 anni, Botero ha partecipato alla fondazione della prima Facoltà di Sociologia in America Latina, appartenente all'Università Nazionale della Colombia. Questo evento si è svolto su iniziativa del sacerdote Camilo Torres Restrepo e degli intellettuali Orlando Fals Borda, Eduardo Umaña Luna, María Cristina Salazar, Virginia Gutiérrez de Pineda, Carlos Escalante e Tomás Ducay, tra gli altri.
Ha studiato giurisprudenza e si è laureato con un master in scienze politiche e filosofia presso l'Università Nazionale della Colombia. 

### Carriera professionale
Dopo aver trascorso diversi anni in Colombia, Botero si è recato in Europa e si è iscritto al Kolloquium post laurea diretto dal professor Jürgen Habermas, presso l'Università Johann Wolfgang Goethe di Francoforte, Repubblica Federale Tedesca, dal 1983 al 1984.
Tornato in Colombia, ha ricoperto la carica di Preside della Facoltà di Giurisprudenza, Scienze Politiche e Sociali presso l'Università Nazionale della Colombia, dal 1986 al 1988. 
Darío Botero è stato il fondatore ed editore della rivista Politeia, di cui sono stati pubblicati 29 numeri. Questa rivista includeva saggi del romanziere Rafael Humberto Moreno Durán, del filosofo Iván Soll, del professor Mario Bettati, di Germán Andrés Molina Garrido, di Jesús Martín Barbero, tra gli altri autori dell'America Latina e del mondo. Botero è stato il fondatore ed editore della rivista Planeta Sur, che aveva 3 edizioni. Ha inoltre pubblicato più di 15 libri e numerosi saggi sui temi della sua specialità.

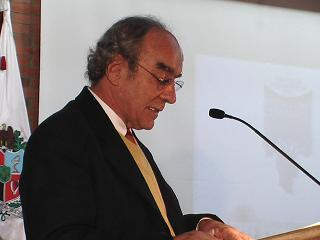
Darío Botero nel 2005

Ha fatto parte del consiglio di amministrazione dell'Associazione colombiana di filosofia del diritto e filosofia sociale, come membro fondatore. Nell'ambito della sua carriera di relatore, ha tenuto seminari scientifici e filosofici presso le principali università della Colombia e alcune dell'America Latina.

### Vitalismo cosmico
Alla fine della sua vita e dopo aver lavorato per diversi anni insegnando e pubblicando alcune opere, Darío Botero sviluppò un progetto filosofico che chiamò Vitalismo cosmico. Questa corrente di pensiero indica che la filosofia non dovrebbe concentrarsi su aspetti quotidiani moderni come l'economia o la politica; al contrario, l'approccio filosofico deve puntare sullo sviluppo e sulla tutela della vita stessa delle persone e degli esseri viventi che le circondano.
Secondo Botero, il vitalismo cosmico ha lo scopo di inquadrare la vita come un concetto tridimensionale: vita cosmica, vita biologica e vita psicosociale. In questo modo, si arricchisce il concetto di vita e la sua proiezione nella pratica culturale e sociale.
Dopo aver svolto uno sviluppo teorico generale e un esame delle grandi concezioni della natura, Botero conclude con una teoria ambientale che cerca di regolare il comportamento dei cittadini nei confronti della natura. Darío Botero delinea così un umanesimo concreto basato sulla trasformazione della natura e non sull'antropologia, in risposta ai critici dell'umanesimo di Martin Heidegger e Michel Foucault.

### Morte e insegnamento
Darío Botero è morto il 21 giugno 2010 a causa di problemi respiratori presso la clinica Fundación Santa Fe, situata nella città di Bogotá. Botero ha lasciato un'eredità tra i suoi studenti, che lo descrivono come appassionato ed enfatico nel mettere in discussione i filosofi, al fine di sviluppare un vero pensiero analitico.

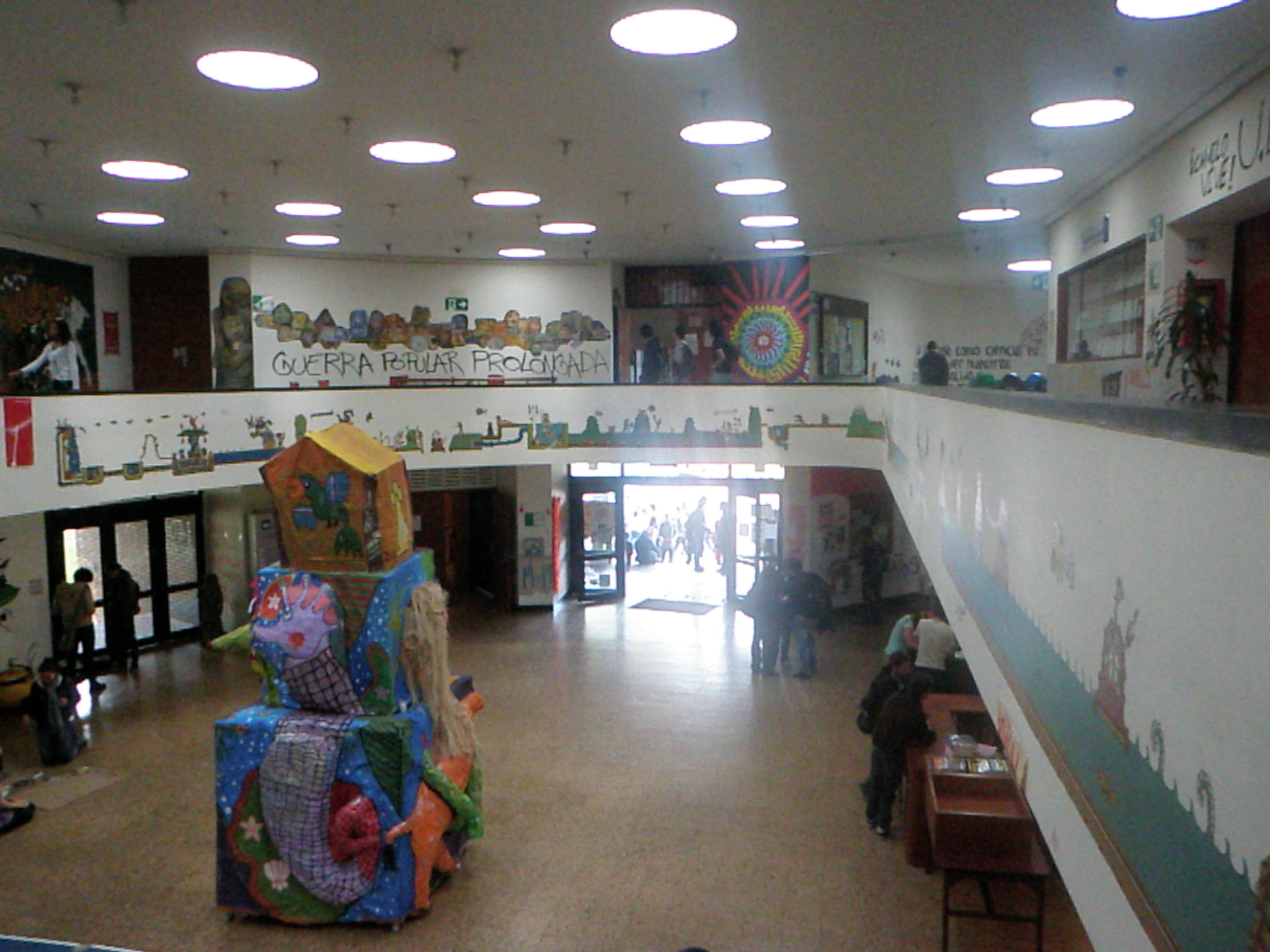
Facoltà di Sociologia - Università Nazionale della Colombia. Insieme ad altri intellettuali, Botero ha partecipato alla fondazione di questa facoltà

## Pubblicazioni
| Anno | Titolo | Luogo di pubblicazione | Editore |
| ---- | --- | ---------------------- | --- |
| 1975 | El Estado y la cultura en la Grecia Antigua (Lo stato e la cultura nell'antica Grecia)                                                                                         | Bogotà, Colombia       | Università Nazionale della Colombia, Facoltà di Giurisprudenza                                                 |
| 1979 | El Estado y la cultura en la Grecia Antigua (Lo stato e la cultura nell'antica Grecia)                                                                                         | Bogotà, Colombia       | Librería Tercer Mundo                                                                                          |
| 1992 | La voluntad de poder de Nietzsche (La volontà di potenza di Nietzsche) | Bogotà, Colombia       | Università Nazionale della Colombia, Facoltà di Giurisprudenza, Scienze Politiche e Sociali ISBN 9789587012347 |
| 1994 | La razón política: crítica de los fundamentos filosóficos del pensamiento político moderno (Ragione politica: critica dei fondamenti filosofici del pensiero politico moderno) | Bogotà, Colombia       | Scuola Superiore di Pubblica Amministrazione                                                                   |
| 1994 | El derecho a la utopía (Il diritto all'utopia) | Bogotà, Colombia       | Ecoe Ediciones ISBN 9789587011654                                                                              |
| 1996 | El poder de la filosofía y la filosofía del poder (Il potere della filosofia e la filosofia del potere)                                                                        | Bogotà, Colombia       | Università Nazionale della Colombia ISBN 9789587010671                                                         |
| 1998 | ¿Por qué escribo? (Perché scrivo?) | Bogotà, Colombia       | Università Nazionale della Colombia, Facoltà di Giurisprudenza, Scienze Politiche e Sociali ISBN 9788496457881 |
| 1999 | Manifiesto del pensamiento latinoamericano (Manifesto del pensiero latinoamericano)                                                                                            | Cali, Colombia         | Università del Valle ISBN 9789589047705                                                                        |
| 2000 | Filosofía Vitalista (Filosofia vitalistica) | Bogotà, Colombia       | Scuola filosofica del vitalismo cosmico ISBN 9789589460030                                                     |
| 2001 | Vida, ética y democracia (Vita, etica e democrazia) | Bogotà, Colombia       | Università Nazionale della Colombia ISBN 9789587010985                                                         |
| 2002 | Vitalismo Cósmico (Vitalismo cosmico) | Bogotà, Colombia       | Università Nazionale della Colombia ISBN 9789586650526                                                         |
| 2004 | Pensar de nuevo el mundo: aforismos (Ripensare il mondo: aforismi) | Bogotà, Colombia       | Scuola filosofica del vitalismo cosmico ISBN 9789589460016                                                     |
| 2004 | Martin Heidegger: la filosofía del regreso a casa (Martin Heidegger: La filosofia del ritorno a casa)                                                                          | Bogotà, Colombia       | Università Nazionale della Colombia ISBN 9789587014082                                                         |
| 2004 | Discurso sobre el humanismo (Discorso sull'umanesimo) | Bogotà, Colombia       | Ecoe Ediciones ISBN 9789586483780                                                                              |
| 2005 | Si la naturaleza es sabia, el hombre no lo es (Se la natura è saggia, l'uomo no)                                                                                               | Bogotà, Colombia       | Scuola filosofica del vitalismo cosmico ISBN 9789589460023                                                     |
| 2005 | Teoría social del derecho (Teoria sociale del diritto) | Bogotà, Colombia       | Università Nazionale della Colombia ISBN 9789587015546                                                         |
| 2006 | Discurso de la no-razón (Discorso della non ragione) | Bogotà, Colombia       | Produmedios ISBN 9789589460061                                                                                 |
| 2008 | La comunidad política vitalista (La comunità politica vitalista) | Bogotà, Colombia       | Scuola filosofica del vitalismo cosmico ISBN 9789584430359                                                     |
| 2009 | La concepción ambiental de la vida (La concezione ambientale della vita) | Bogotà, Colombia       | Scuola filosofica del vitalismo cosmico ISBN 9789584449115                                                     |